# Керемуле
Керѐмуле (на италиански и на сардински: Cheremule) е село и община в Южна Италия, провинция Сасари, автономен регион и остров Сардиния. Разположено е на 540 m надморска височина. Населението на общината е 469 души (към 2010 г.).